# Jan Terlouw
Jan Cornelis Terlouw (Kamperveen, 15 november 1931 – Twello, 16 mei 2025) was een Nederlands politicus, schrijver en natuurkundige. Hij was onder meer lid van de Tweede Kamer der Staten-Generaal, minister van Economische Zaken en commissaris van de Koningin in Gelderland, en was lid van Democraten 66 (D66). Als leider van deze politieke partij maakte hij een neergang, een sterke opleving en opnieuw een neergang mee.
Terlouw verwierf daarnaast bekendheid als auteur van maatschappelijk geëngageerde jeugdliteratuur. Zijn romans Koning van Katoren (1971) en Oorlogswinter (1972) werden bekroond met een Gouden Griffel. Ook op latere leeftijd was hij actief in het publieke debat, met name rond milieukwesties, duurzaamheid en het behoud van sociaal vertrouwen.

## Jeugd, studie en wetenschappelijke loopbaan
Jan Terlouw was het tweede kind van dominee Jan Cornelis Terlouw (1904–1987) en Grietje (Gré) Stein (1909–1998). Hij werd vernoemd naar zowel zijn vader als zijn grootvader, Jan Cornelis Terlouw (1845–1925). Zijn oudste zus was anderhalf jaar ouder. In het gezin werden na hem nog drie kinderen geboren, onder wie een tweeling.
Hij bracht zijn jeugd door in de Veluwse dorpen Garderen en Wezep, waar zijn vader predikant was binnen de Gereformeerde Bond. De Tweede Wereldoorlog, die het gezin doorbracht in Wezep, liet diepe sporen na. Terlouw maakte van zeer nabij de deportatie van een joodse klasgenoot mee en enkele bombardementen. Duitse legerofficieren hadden vanaf 1941 inkwartiering in het huis van de familie Terlouw. Tijdens de hongerwinter hielp hij langskomende hongertrekkers.
Tijdens de oorlog moest Terlouw noodgedwongen stoppen met het volgen van onderwijs. Hij hervatte dit direct na de bevrijding. Hij ging naar de hbs aan het Christelijk Lyceum in Zwolle en vanaf 1946, nadat hij met zijn familie naar Otterlo was verhuisd, naar de Stichting voor Gymnasiaal en Middelbaar Onderwijs in Ede.
In 1948 behaalde hij op zestienjarige leeftijd zijn hbs-diploma. Datzelfde jaar begon hij aan een studie wis- en natuurkunde aan de Universiteit Utrecht, waar hij in 1956 zijn doctoraalexamen behaalde. Tijdens zijn studententijd bekleedde hij zijn eerste bestuursfunctie als lid van de studievereniging A-E, de voorloper van A-Eskwadraat.
Na het vervullen van de dienstplicht verrichtte hij van 1958 tot 1971 wetenschappelijk onderzoek naar kernfusie aan het FOM-Instituut voor Plasmafysica Rijnhuizen. Terlouw promoveerde in 1964 aan de Universiteit Utrecht op het proefschrift Experimental study of a highly ionized steady-state cesium plasma. Van 1960 tot 1962 deed hij onderzoek aan het MIT in Cambridge, Massachusetts en van 1965 tot 1966 aan het KTH in Stockholm.

## Politieke loopbaan

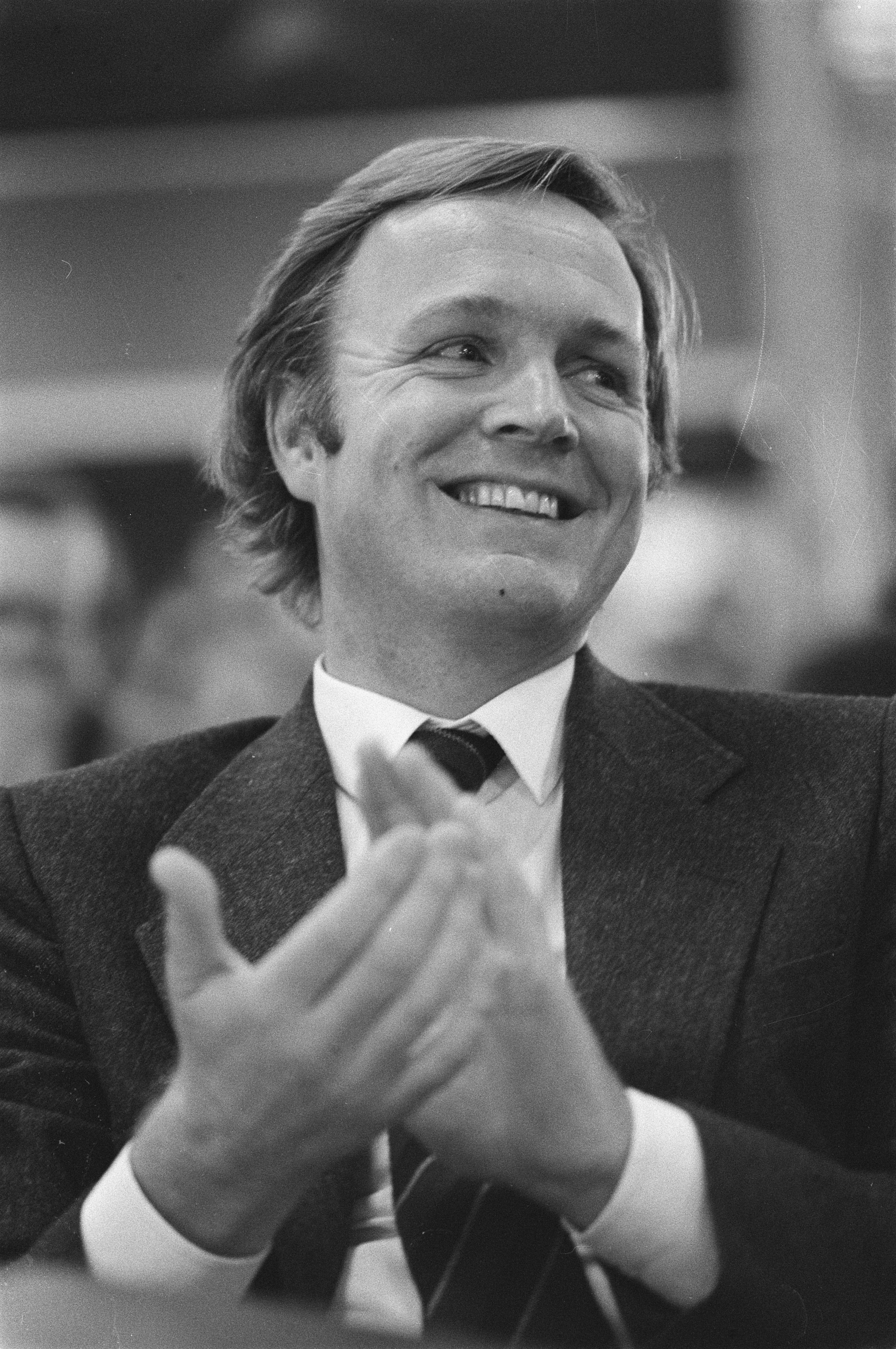
Jan Terlouw in 1979

### Vroege politieke jaren
Terlouw werd begin 1967 lid van D'66. Hij hield zich veel bezig met het betrekken van de Utrechtse burger bij de politiek. Zijn politieke loopbaan begon in de Utrechtse gemeenteraad, waar hij van 1970 tot 1971 actief was. Bij de gemeenteraadsverkiezingen van 1970 stond hij tweede op de lijst, omdat hij zichzelf nog te onervaren vond voor het lijsttrekkerschap. Na de verkiezingen werd hij fractievoorzitter. Hij hield zich bezig met milieukwesties, waaronder de problemen die speelden rond het nieuw te bouwen winkelcentrum Hoog Catharijne. Zijn groeiende politieke betrokkenheid deed hem besluiten zijn wetenschappelijke loopbaan te beëindigen. Hij stelde zich kandidaat voor D'66 bij de Tweede Kamerverkiezingen van 1971. Terlouw kreeg de tiende plaats op de kieslijst. Tijdens de verkiezingen behaalde D'66 elf zetels, een winst van vier, waardoor hij werd gekozen tot Kamerlid.

### 1971-1981: Tweede Kamerlid
Terlouw was lid van de Tweede Kamer in de periode 1971 tot 1981. Hij hield zich voornamelijk bezig met economie, energie en milieu. Dankzij zijn achtergrond als bètawetenschapper werd hij gezien als autoriteit op het gebied van technologie en milieu. Hij hield zich bezig met het beleid rond de aardolie- en aardgaswinning, waarbij werd gekeken of er kon worden geboord in de Waddenzee, de Veluwe en de Noord-Hollandse duinen. De oliecrisis van 1973 maakte dit onderwerp extra urgent. Ook wist hij aandacht te genereren voor de discussie over de afsluiting van de Oosterschelde. Deze discussie leidde uiteindelijk tot de aanleg van de Oosterscheldekering.
Na de val van het kabinet-Biesheuvel I volgden de Tweede Kamerverkiezingen van november 1972. Hierbij kwam Terlouw op de zesde plaats op de kieslijst. Dit was net voldoende om herkozen te worden, want D'66 ging terug van elf naar zes zetels. Ondanks het verlies werd er, door de progressieve samenwerking met de PvdA en de PPR in Keerpunt 1972, na een kabinetsformatie van 151 dagen het kabinet-Den Uyl gevormd. Naast D'66, de PvdA en de PPR werd dit kabinet gevormd door de confessionele partijen ARP en KVP. Na het terugtreden van Hans van Mierlo als fractievoorzitter door een verschil van inzicht met de rest van de fractie over de te kiezen koers, werd Terlouw in september 1973 gekozen tot fractievoorzitter. Terlouw was, in tegenstelling tot Van Mierlo, een tegenstander van verregaande samenwerking met progressieve partijen waaronder de PvdA en plannen hiervoor werden dan ook niet verder doorgezet. Tijdens zijn fractievoorzitterschap vertrokken Wil Wilbers naar het ministerie van CRM en Anneke Goudsmit door onenigheid over het abortusstandpunt. Haar opvolger Govert Nooteboom splitste zich af en vormde een eenmansfractie.
D'66 had het in deze periode moeilijk. Tijdens de Provinciale Statenverkiezingen van 1974 behaalde de partij slechts één procent van de stemmen; bij de gemeenteraadsverkiezingen van dat jaar zelfs maar een half procent. Hoewel D'66 in het kabinet-Den Uyl zat, werd in september 1974 tijdens een partijcongres gestemd over opheffing van de partij. Terlouw was hier in eerste instantie voor, maar werd door partijvoorzitter Jan ten Brink overtuigd om tegen te stemmen. Uiteindelijk stemde 55 procent van de aanwezigen voor opheffing van de partij, maar de vereiste tweederdemeerderheid werd niet gehaald. 
In oktober 1976 kondigde Terlouw aan zich niet beschikbaar te stellen als lijsttrekker. Bij gebrek aan een goede opvolger werd tijdens een partijcongres in november 1976 een beroep op hem gedaan om toch te blijven. Hij ging akkoord mits D'66 in drie maanden tijd 66.666 handtekeningen en 1666 nieuwe leden zou werven. Dankzij bijna 90.000 handtekeningen en 4410 nieuwe leden aanvaardde Terlouw het lijsttrekkerschap. Met het verkiezingsprogramma Het redelijk alternatief behaalde D'66 bij de Tweede Kamerverkiezingen van 1977 acht zetels. De partij belandde in de oppositie, het nieuwe kabinet-Van Agt I bestond uit CDA en VVD. Tijdens deze kabinetsperiode speelde onder andere de oliecrisis van 1979, die tot grote financiële problemen leidde, en de kruisrakettendiscussie. Tijdens deze laatste discussie pleitte Terlouw voor een compromis: uitstel van plaatsing en onderhandelingen met de Sovjet-Unie over wapenreductie.

### 1981-1982: ministerschap
In de campagne voor de Tweede Kamerverkiezingen 1981 werd Terlouw door de media neergezet als 'de ideale schoonzoon'. Dit beeld werd door hem en zijn campagneleider Ernst Bakker gedeeltelijk uitgebuit. De verkiezingen waren succesvol: D'66 steeg van acht naar zeventien zetels. In het kabinet-Van Agt II, bestaande uit CDA, PvdA en D'66, trad Terlouw toe als minister van Economische Zaken en vicepremier. Het feit dat Joop den Uyl als minister van Sociale Zaken en Werkgelegenheid werkgelegenheid in zijn portefeuille kreeg, beschouwde Terlouw als een weeffout. Het leidde tot een 'superministerie' voor Den Uyl en Terlouw vond dat werkgelegenheid eigenlijk bij Economische Zaken hoorde. Naast Terlouw waren ook Hans van Mierlo (Defensie) en Henk Zeevalking (Verkeer en Waterstaat) namens D'66 lid van het kabinet. Het fractievoorzitterschap droeg Terlouw over aan Laurens Jan Brinkhorst.
De samenwerking met Den Uyl verliep moeizaam. Zo wilde Den Uyl om zijn banenplan te financieren, de aardgasbaten van bedrijven afromen. Volgens Terlouw was dit in strijd met afspraken die tijdens het vorige kabinet met de aardgasbedrijven waren gemaakt. Terlouw was betrokken bij de reddingspoging van scheepsbouwbedrijf Rijn-Schelde-Verolme (RSV), dat desondanks in 1983 failliet ging. De sfeer in het kabinet was slecht en tijdens de Provinciale Statenverkiezingen 1982 verloren de PvdA en D'66 en won het CDA ten opzichte van de Tweede Kamerverkiezingen van 1981. De problemen die de PvdA had met de financiering van haar werkgelegenheidsplan leidden uiteindelijk tot een kabinetscrisis over het financieel-economisch beleid en de val van het kabinet.
Na de vorming van het kortstondige kabinet-Van Agt III in mei 1982, met D'66-ers Max Rood als minister van Binnenlandse Zaken en Erwin Nypels als minister van Volkshuisvesting en Ruimtelijke Ordening, stelde Terlouw zich beschikbaar  voor het lijsttrekkerschap voor de Tweede Kamerverkiezingen van september 1982. Vanuit de achterban was er echter kritiek omdat hij zich tegen een blokkade van een kabinet met het CDA en de VVD uitsprak. Nadat hij na een interne poststemming op een vierde plaats werd gezet, trok hij zich tijdens een partijcongres in juli 1982 terug. Nadat de achterban zich echter eveneens tegen een blokkade van samenwerking met CDA en VVD uitsprak, kwam Terlouw terug van zijn besluit en werd hij alsnog lijsttrekker. De verkiezingen verliepen erg slecht en D'66 ging van zeventien zetels terug naar zes. Terlouw stopte hierop in oktober 1982 als partijleider. Het aantreden van het kabinet-Lubbers I waaraan D'66 niet deelnam, betekende ook het einde van zijn ministerschap.

### Loopbaan na 1982

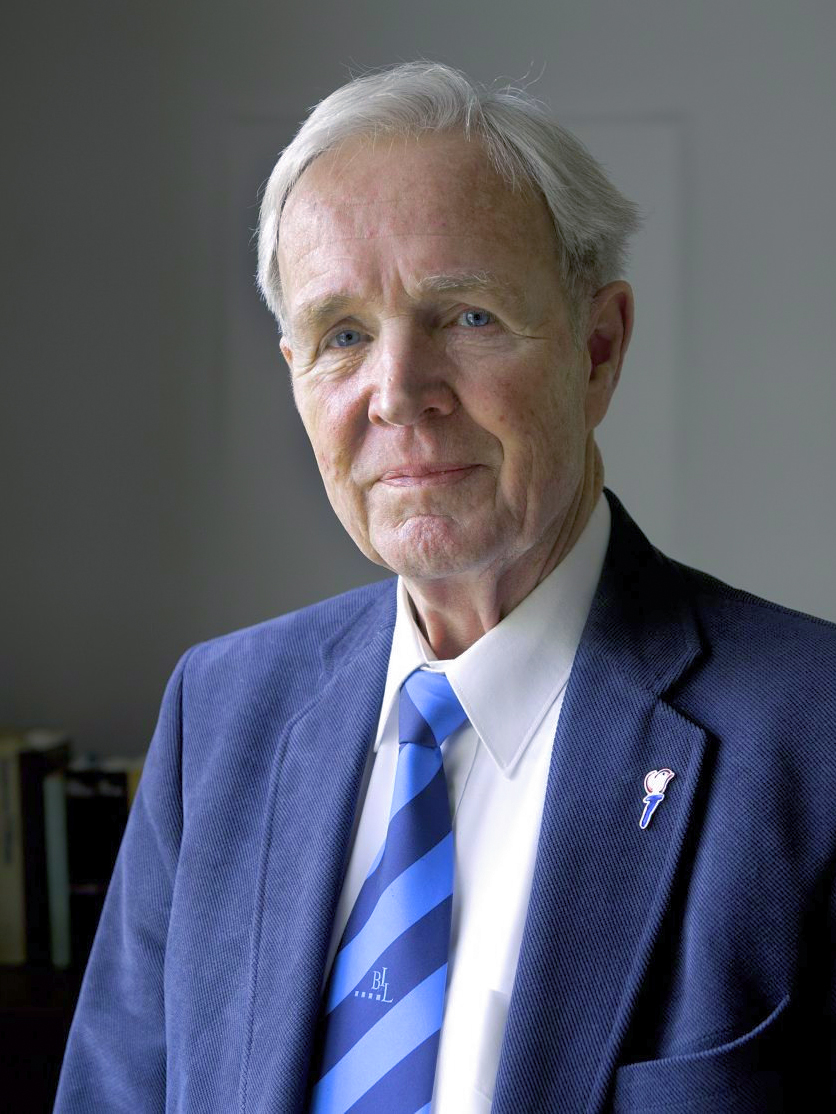
Jan Terlouw in 2014

Na zijn vertrek uit de landelijke politiek werd Terlouw in 1983 benoemd tot secretaris-generaal van de Europese Conferentie van Ministers van Transport. Hij hield zich bezig met het bevorderen van transport tussen West-Europese landen. Na de val van het communisme kwamen hier Oost-Europese landen bij. 
In 1991 volgde zijn benoeming tot commissaris van de Koningin in Gelderland, als eerste D66'er in deze functie. Hij steunde in januari 1995 het besluit van burgemeester Henk Zomerdijk van Echteld om grote gebieden tussen de grote rivieren te evacueren in verband met dreigend hoog water en coördineerde de rampenbestrijding. Terlouw raakte in deze periode bevriend met Vitesse-voorzitter Karel Aalbers en sloeg in 1996 de eerste paal voor het nieuwe stadion GelreDome in Arnhem. Eind 1996 ging hij met pensioen en zijn afscheid kostte de provincie 250.000 gulden, waaronder 110.000 gulden voor een Jan Terlouw-zaal in Museum Het Valkhof in Nijmegen. Vervolgens was hij, tot het vertrek van Aalbers in februari 2000, namens de provincie Gelderland voorzitter van de raad van commissarissen van stadion GelreDome.
Ook daarna bleef Terlouw politiek en maatschappelijk actief. Van 1997 tot 2000 bekleedde Terlouw als bijzonder hoogleraar de Wibautleerstoel aan de Universiteit van Amsterdam, een door de gemeente Amsterdam ingestelde leerstoel aan de Faculteit der Maatschappij- en Gedragswetenschappen gericht op de grootstedelijke problematiek van Amsterdam. In het studiejaar 2003/04 bekleedde Terlouw als bijzonder hoogleraar communicatie de Leonardoleerstoel van de Faculteit voor Geesteswetenschappen aan de Universiteit van Tilburg. 
In 1999 werd hij gekozen tot senator voor D66 in de Eerste Kamer der Staten-Generaal. Bij de Waterschapsverkiezingen van 2008 voerde hij campagne voor Water Natuurlijk, dat met 101 van de 502 zetels de grootste partij werd. Bij de Europese Parlementsverkiezingen van 2014 was Terlouw lijstduwer voor de Vlaamse liberale partij Open Vlaamse Liberalen en Democraten (Open Vld). Bij de verkiezingen voor het Europees Parlement in 2019 was hij dat voor D66. Bij de Tweede Kamerverkiezingen 2023 was de op dat moment 92-jarige Terlouw lijstduwer voor D66. Hij behaalde 1.179 stemmen.  
Terlouw was vanaf 2009 voorzitter van de projectgroep Aalherstel, waar hij zich samen met onder meer natuurorganisaties en geadviseerd door wetenschappers, inzette voor het herstel van de bedreigde aal. Ook was hij ambassadeur van Stichting Varkens in Nood. Daarnaast hield hij lezingen over het belang van natuurbehoud. Op 4 mei 2014 hield Terlouw de voordracht bij de Nationale Dodenherdenking. Op 1 december 2016 hield Terlouw, ter gelegenheid van zijn 85e verjaardag, in het televisieprogramma De Wereld Draait Door een indringende toespraak over vertrouwen, milieu en politiek. Het optreden kreeg veel aandacht, al werd zijn stelling over een afname van sociaal vertrouwen door wetenschappers als Paul Dekker (Sociaal en Cultureel Planbureau) en Beate Volker (hoogleraar sociologie) weersproken.

## Schrijverschap
Jan Terlouw vertelde iedere dag aan zijn kinderen een zelfverzonnen verhaal. Hij wist door hun reacties of de verhalen spannend genoeg waren of juist te spannend en of de aandacht vastgehouden werd. Ook waren er verhalen waarnaar zijn kinderen de volgende dag terugvroegen en deze werden onderdeel van een reeks.
Op aandringen van zijn vrouw Alexandra van Hulst ging Jan Terlouw zijn zelfverzonnen verhalen publiceren. De eerste verhalenreeks die hij opschreef was De avonturen van Oom Willibrord, waarna zijn echtgenote deze verhalen opstuurde naar uitgever Van Holkema & Warendorf. Kinderboekenschrijver Paul Biegel werkte hier als adviseur en was enthousiast over de verhalen. Biegel gaf alleen aan dat een jeugdroman geschikter was als debuut dan een verhalenbundel. Terlouw was juist terug van een wetenschappelijk congres in Novosibirsk in Rusland en schreef Pjotr: vrijwillig verbannen naar Siberië, over een Russisch jongetje dat op zoek naar zijn vader door een groot deel van Siberië reist. Dit was het eerste boek van Terlouw dat werd uitgegeven; het kwam uit in 1970.. 
Terlouws boek Koning van Katoren werd door Paul Biegel en Van Holkema & Warendorf als te politiek gezien. Hierop bood Terlouw het boek aan de uitgever Lemniscaat aan, die het in 1971 uitgaf. Ook de volgende boeken van Terlouw werden bij deze uitgeverij uitgegeven. Oorlogswinter, dat in 1972 uitkwam, is gebaseerd op de eigen ervaringen van Jan Terlouw tijdens de Tweede Wereldoorlog en wordt gezien als zijn bekendste werk. Zowel Koning van Katoren als Oorlogswinter werd bekroond met een Gouden Griffel. Terlouw schreef Oosterschelde; Windkracht 10 om alle voor- en tegenargumenten tijdens de discussie over het openhouden van de Oosterschelde uit te leggen. Gevangenis met een open deur kwam uit in 1986. Dit boek schreef Terlouw nadat een van zijn dochters benaderd was door een sekte.
Terlouws politieke interesse klinkt door in zijn boeken. Ze stellen vaak eigentijdse problemen aan de orde, zoals het milieu, de politiek of de geschiedenis. Ook dringt in de boeken vaak de boodschap van de democratie, het vrije woord, het liberalisme en anti-extremisme door. Hij laat zien dat aan deze onderwerpen meer kanten zitten, dat je problemen van alle kanten moet bekijken voor je een beslissing neemt. Zijn hoofdpersonen zijn inventieve jongeren, die op een originele manier met die problemen omgaan. De jongeren leren veelal zaken niet simpelweg te accepteren, maar kritisch te bekijken. Vaak is er een jongere aanwezig die het verkeerde pad op is gegaan en aan het eind van het boek besluit dat kritisch blijven denken toch het belangrijkste is. De opkomst van Terlouw als schrijver van jeugdliteratuur was aan het begin van de jaren zeventig, een tijd waarin geëngageerde jeugdliteratuur in opkomst is. De boeken van Terlouw worden hier over het algemeen ook toe gerekend.
In een interview in december 2012 vertelde Terlouw dat hij geen kinderboeken meer zou schrijven. Hij zag dat de wereld van de jeugd gevuld was met 'computerspelletjes, twitteren en mobiele telefoons': "Dat staat te ver van mij af. Als ik daarover moet gaan schrijven komt het gekunsteld over". Ondanks deze uitspraken verscheen in 2016 toch weer een nieuw boek van hem, Het hebzuchtgas. Oorspronkelijk zou het een vervolg moeten worden op Koning van Katoren, maar er is uiteindelijk heel wat aan veranderd, waardoor het niet meer een band heeft met het eerdere boek.
Terlouw schreef in 1978 De Derde Kamer, een roman voor volwassenen over een fictieve partij. Daarnaast heeft Terlouw nog non-fictie geschreven voor volwassenen, waarvan het bekendste het politieke dagboek Naar zeventien zetels en terug is en dat gaat over de periode van 9 maart 1981 tot 5 november 1982.
Al vanaf het midden van de jaren tachtig schreef Jan Terlouw samen met zijn dochter Sanne Terlouw aan een jeugddetective. Nadat Terlouw naar Parijs was verhuisd, werd dit voortgezet met een briefwisseling. Het werk ging echter niet snel en nadat Jan Terlouw commissaris van de koningin geworden was, had hij nog minder tijd. Sanne Terlouw heeft dit boek uiteindelijk zelf uitgebracht in 1993, als Het raadsel van de familie Liezekies onder haar pseudoniem Ike Smitswater. Na zijn pensionering heeft Terlouw het samen zijn dochter schrijven weer opgepakt. Zo hebben ze vanaf 2006 samen zes boeken in de serie Reders & Reders geschreven. Het zijn detectiveachtige boeken rond een vader en een dochter die samen moorden oplossen. Het derde boek is eerst als feuilleton verschenen in de Wegener kranten. Daarnaast hebben ze nog twee andere boeken geschreven: De Verdwenen Menora en In huis met een seriemoordenaar (over de seriemoordenaar Hans van Z.).
In 2016 schreef Terlouw samen met Jan-Willem Hoekstra de musical De Schatten van Deventer voor de musicalvereniging Deventer Jeugd Musical (DJM) ter gelegenheid van hun 50-jarig bestaan.
In 2018 debuteerde hij als dichter met de bundel Gedichte gedachten bij Uitgeverij De Kring.

## Privéleven
Terlouw was zestig jaar getrouwd met Alexandra van Hulst (1935–2017). Ze kregen vier kinderen. Hun oudste dochter, Sanne Terlouw (1959), is schrijfster. Dochter Ashley Terlouw (1960) werd wetenschapper en illustrator, en Pauline Terlouw (1963) is violiste. Ook kregen ze een zoon. Hun kleinzoon Jan Terlouw junior (geb. 1993) is bekend geworden als muzikant.
Terlouw overleed in de nacht van 16 mei 2025 op 93-jarige leeftijd, thuis in zijn woonplaats Twello, na kort ziek te zijn geweest.

## Verfilmingen van boeken van Terlouw
Regisseur Martin Koolhoven maakte de verfilming Oorlogswinter. Deze film (Engels: Winter in Wartime) ging op 27 november 2008 in première; de Belgische première volgde een week later. De film trok bijna een miljoen bezoekers en hoort daarmee bij de best bezochte Nederlandse films van deze eeuw. De film is later ook in de bioscopen geweest in Frankrijk, Duitsland en de Verenigde Staten.
In 2010 kwam de verfilming Briefgeheim uit. Deze film is geregisseerd door Simone van Dusseldorp.
In 2012 ging de verfilming Koning van Katoren in première. Deze film is geregisseerd door Ben Sombogaart.

## Onderscheidingen
- 1972 · Gouden Griffel voor Koning van Katoren.[36]
- 1973 · Oostenrijkse Staatsprijs voor Jeugdliteratuur (11 t/m 14 jaar) voor Koning van Katoren.[37]
- 1973 · Gouden Griffel voor Oorlogswinter.[36]
- 1982 · Commandeur in de Orde van Oranje-Nassau.
- 1990 · Prijs van de Nederlandse Kinderjury (13 t/m 16 jaar) voor De kunstrijder.[38]
- 2000 · Getipt door de Jonge Jury voor Eigen rechter.
- 2017 · eredoctoraat van de Vrije Universiteit Brussel.[39]

## Vernoemingen
- Arriva rijdt in de Achterhoek met treinstel 10374, dat de naam 'Jan Terlouw' draagt
- Jan Terlouw Lezing